# Выборы в ландтаг Рейнланд-Пфальца 1983
Выборы в ландтаг Рейнланд-Пфальца 1983 года состоялись 6 марта вместе с парламентскими выборами, что привело к высокой явке избирателей — 90,4 %. Свободная демократическая партия (FDP) впервые не смогла войти в состав парламента. Победу одержал Христианско-демократический союз (CDU) во главе с Бернхардом Фогелем, которому удалось удержать абсолютное большинство.

## Начальное положение
Христианско-демократическому союзу противостояли оппозиционные Социал-демократическая партия Германии и Свободная демократическая партия. С 1976 года премьер-министром был Бернхард Фогель, возглавлявший ХДС.

## Результаты выборов
Распределение мест после выборов 1983 года
Выборы в ландтаг состоялись 6 марта 1983 года. Участие в выборах приняло 7 партий.
- Общее количество избирателей: 2 811 713;
- Количество явившихся избирателей: 2 541 834;
- Явка избирателей: 90,40 %, из них:
  - действительные голоса: 2 515 393;
  - недействительные голоса: 26 441.

| Партия                              | Партия                                       | Голосов   | %     | Мест | Изменений |
| ----------------------------------- | -------------------------------------------- | --------- | ----- | ---- | --------- |
|                                     | Христианско-демократический союз (CDU)       | 1 306 090 | 51,92 | 57   | ▲6        |
|                                     | Социал-демократическая партия Германии (SPD) | 995 795   | 39,59 | 43   | ▬         |
|                                     | Зелёные                                      | 113 809   | 4,52  |      |           |
|                                     | Свободная демократическая партия (FDP)       | 88 289    | 3,51  |      | ▼6        |
|                                     | Германская коммунистическая партия (DKP)     | 9 024     | 0,41  |      |           |
|                                     | Национал-демократическая партия (NPD)        | 3 656     | 0,15  |      |           |
|                                     | Акция социального сообщества                 | 2 814     | 0,11  |      |           |
| Недействительных бюллетеней         | Недействительных бюллетеней                  | 26 441    | 1,04  | -    | -         |
| Всего                               | Всего                                        | 2 541 834 | 100   | 100  | -         |
| Зарегистрированных избирателей/явка | Зарегистрированных избирателей/явка          | 2 515 393 | 90,40 | -    | -         |